# Anne-Sophie Roels
Pour les articles homonymes, voir Roels.
Anne-Sophie Roels née le 19 février 2001, est une joueuse belge de hockey sur gazon. Elle évolue au KHC Leuven et avec l'équipe nationale belge.

## Carrière
Elle a fait ses débuts le 23 septembre 2020 contre l'Allemagne à Düsseldorf lors de la Ligue professionnelle 2020-2021.